# Sphenoptera chalcoglypta
Sphenoptera chalcoglypta es una especie de escarabajo del género Sphenoptera, familia Buprestidae. Fue descrita científicamente por Obenberger en 1926.

## Distribución
Habita en la región afrotropical.